# Seleção Moçambicana de Basquetebol Sub-17
A Equipa Moçambicana de Basquetebol Sub-17 é a equipa nacional que representa Moçambique, regida pela Federação Moçambicana de Basquetebol. Representa o país em competições internacionais de basquetebol.

## Jogadores Notáveis
- Bryan Ricotso
- Nelson Nhamussua
- Ndzengo Buvana
- Edilson Ussivane